# Ontbijtkoek
Ontbijtkoek (lit. bolo de café da manhã) é um tipo de bolo temperado, típico dos Países Baixos e do Flandres. A receita também recebe os nomes peperkoek, snijkoek, lekkerkoek, zoetekoek, hapkoek, honingkoek, kruidkoek e pondkoek.

## Características
Os ontbijtkoeken são feito com uma base de farinha de centeio, à qual são adicionados açúcar, xarope de glicose ou frutose, especiarias variadas e fermento. As especiarias utilizadas incluem gengibre, cravo-da-índia, cardamomo, noz-moscada, canela e macis. 
Versões modernas da receita também podem incluir xaropes aromatizados com frutas, como peras ou maçãs, no lugar do xarope de glicose.     
Apesar de seu nome genérico de ontbijtkoek (bolo de café da manhã, em neerlandês), o bolo é geralmente comido como lanche, acompanhado de café ou chá. No entanto, ao longo do século XX, o alimento passou a ser comumente consumido no café da manhã com uma camada de manteiga, substituindo o pão.

## Variações
Há diversas versões do ontbijtkoek, que recebem ingredientes como maçã, gengibre, nozes, passas, canela e outros temperos. O bolo recebe nomes diferentes dependendo da região e dos ingredientes que são adicionados à receita. Apesar de muitos nomes se refererirem a especiarias que já estão presentes na receita-base, esses ingredientes constam em maior quantidade nas variações.
- Bosschekoek: versão feita em den Bosch, com uso de xarope de maçã.[4]
- Gemberkoek: com sabor mais intenso de gengibre.[5]
- Groninger koek: versão feita em Groninga. Se diferencia pelo maior tempo de fermentação.[6]
- Kandijkoek: decorada com pedaços de açúcar cristalizado rígido.[7]
- Kruidkoek: feita com cravo-da-índia (kruid). O kruidkoek feito na Frísia também recebe a adição de frutas cristalizadas, especialmente cascas de laranja confeitadas. [8][9]
- Oude wijvenkoek, ou oalwief: originária de Groninga, possui massa mais clara e um sabor pronunciado de anis. Geralmente contém passas.[10] [11]
- Venlose peperkoek: a variação, uma das mais antigas registradas, é típica da cidade de Venlo. Ela é feita com a adição de mel, frutas cristalizadas, cravo e lascas de amêndoas.[12][13]
- Ontbijtkoek: diferentes tipos de receitas de pão de gengibre.[14]